# 德伊阿妮拉
德伊阿妮拉（英語：Deianira）。古希腊神话人物之一。其事迹见于剧作家索福克勒斯之记述，为赫拉克勒斯之第二任妻子。亦为古希腊神话之重要代表人物。

## 與赫拉克勒斯的子女
- 希洛斯
- 提希珀斯（英语：Ctesippus）
- 瑪加莉亞（英语：Macaria）